# Ophiiulus castanearum
Ophiiulus castanearum är en mångfotingart som beskrevs av Karl Wilhelm Verhoeff 1930. Ophiiulus castanearum ingår i släktet Ophiiulus och familjen kejsardubbelfotingar. Inga underarter finns listade i Catalogue of Life.